# Esenbeckia rostrum
Esenbeckia rostrum är en tvåvingeart som beskrevs av Philip 1943. Esenbeckia rostrum ingår i släktet Esenbeckia och familjen bromsar.
Artens utbredningsområde är Peru. Inga underarter finns listade i Catalogue of Life.